# Campionati europei di ginnastica ritmica 2013
I Campionati europei di ginnastica ritmica 2013 sono stati la 29ª edizione della competizione continentale. Si sono svolti a Vienna, in Austria, dal 31 maggio al 2 giugno 2013.

## Programma
Orari in UTC+2
- Venerdì 31 maggio

10:00 Concorso a squadre junior
14:00 Concorso a squadre - Gruppo C
16:45 Concorso a squadre - Gruppo B
20:00 Concorso a squadre - Gruppo A
- Sabato 1º giugno

10:00 Concorso a squadre junior
14:00 Concorso a squadre - Gruppo B
16:45 Concorso a squadre - Gruppo C
19:30 Concorso a squadre - Gruppo A
- Domenica 2 giugno

11:00 Gruppo - 5 funi junior
15:00 Cerchio
15:25 Palla
16:05 Clavette
16:30 Nastro

## Medagliere
| Pos.   | Paese       | Oro | Argento | Bronzo | Totale |
| ------ | ----------- | --- | ------- | ------ | ------ |
| 1      | Russia      | 7   | 3       | 0      | 10     |
| 2      | Ucraina     | 0   | 2       | 0      | 2      |
| 3      | Bielorussia | 0   | 1       | 4      | 5      |
| 4      | Azerbaigian | 0   | 1       | 0      | 1      |
| 5      | Bulgaria    | 0   | 0       | 3      | 3      |
| Totale | Totale      | 7   | 7       | 7      | 21     |

## Podi

### Senior
| Evento             | Oro                                                         | Punti   | Argento                                                    | Punti   | Bronzo                                                       | Punti   |
| Concorso a squadre | Russia Jana Kudrjavceva Margarita Mamun Dar'ja Svatkovskaja | 147,114 | Ucraina Hanna Rizatdinova Alina Maksymenko Viktorija Mazur | 141,573 | Bielorussia Kacjaryna Halkina Melicina Stanjuta Aryna Šarapa | 138,115 |
| Cerchio            | Dar'ja Svatkovskaja                                         | 18,600  | Margarita Mamun                                            | 18,566  | Melicina Stanjuta                                            | 18,250  |
| Palla              | Jana Kudrjavceva                                            | 19,000  | Margarita Mamun                                            | 18,633  | Silvija Miteva                                               | 18,150  |
| Clavette           | Jana Kudrjavceva                                            | 18,783  | Margarita Mamun                                            | 18,650  | Melicina Stanjuta                                            | 18,116  |
| Nastro             | Margarita Mamun                                             | 18,800  | Hanna Rizatdinova                                          | 18,183  | Silvija Miteva                                               | 18,100  |

### Junior
| Evento             | Oro    | Punti  | Argento     | Punti  | Bronzo      | Punti  |
| Concorso a squadre | Russia | 33,916 | Bielorussia | 32,700 | Bulgaria    | 32,532 |
| 5 Cerchi           | Russia | 17,150 | Azerbaigian | 16,550 | Bielorussia | 16,325 |